# De Pilsner Club (Amsterdam)
De Pilsener Club, beter bekend als "De Engelse Reet", is een historisch café in het centrum van Amsterdam. Het café is gelegen aan de Begijnensteeg, nabij de Kalverstraat en het Begijnhof, en is een typisch bruin café.

## Geschiedenis
Het café, in een kelder, werd in 1893 geopend onder de naam Zum Pilsner Club, aan het Spui. In 1899 verhuisde het café naar Begijnensteeg 4. De bijnaam "De Engelse Reet" komt waarschijnlijk voort uit de huidige locatie van het café. In het Amsterdams dialect betekent "reet" een smalle, doodlopende steeg. Omdat deze steeg nabij de Engelse Hervormde Kerk in het Begijnhof lag en veel Britse immigranten na de kerkgang hun weg naar het café wisten te vinden, ontstond de bijnaam "Engelse Reet".
Bij het begin van de Tweede Wereldoorlog werd de Duitse naam "Zum Pilsner Club" gewijzigd naar het neutralere "De Pilsener Club", om associaties met de Duitse bezetting te vermijden.
In een verkiezing in 2023 van Het Parool werd De Engelse Reet bekroond als "de meest monumentale bruine kroeg van Amsterdam".

## Interieur
Het interieur van De Pilsener Club is typerend voor een traditioneel bruin café. Het heeft donkere houten lambrisering en een doorleefde uitstraling die door de jaren heen is ontstaan door rook en tijd. Er heeft ook nog heel lang zand op de houten vloer gelegen. Opvallend is dat het café geen bar heeft; drankjes worden in een aparte ruimte ingeschonken en door het personeel naar de tafels gebracht.